# Доминичети, Чезаре
Чезаре Доминичети (итал. Cesare Dominiceti, иногда ошибочно Доминичетти; 12 июля 1821, Дезенцано-дель-Гарда, Ломбардия, Италия — 20 июня 1888, Сесто-Сан-Джованни) — итальянский композитор и дирижёр.
Окончил Миланскую консерваторию, дебютировал как композитор в 1841 году в своём родном городе оперой «Добрые городские нравы» (итал. I begli usi di città). В дальнейшем поставил несколько опер в Милане, из которых наибольшего успеха достигла показанная в театре Ла Скала «Маска» (итал. La maschera; 1854). Затем во главе итальянской оперной труппы отправился в Южную Америку, гастролировал по Бразилии и Аргентине, однако в результате конфликта с труппой на многие годы осел в Боливии, где оставил музыку и занимался добычей олова, заработав определённое состояние. Вернувшись в Италию, не без успеха возобновил свою карьеру комической оперой «Моровико» (1873) в театре Даль Верме. Последние оперы Доминичети, «Озеро фей» (итал. Il lago delle fate; 1878) и «Наследница» (итал. L'ereditiera; 1881), написаны на либретто Анджело Дзанардини. Помимо опер, написал также множество церковных сочинений, органные пьесы, романсы. С 1881 г. и до конца жизни преподавал композицию в Миланской консерватории.